# Glyfada FC
Az Athlitikos Omilos Glyfadas (görögül: Π.Α.Ε. Α.Ο. Γλυφάδας) egy görög labdarúgócsapat Athén Glyfada városrészéből, 2011 óta a harmadosztály tagja.
A klubot a régi klublogó szerint 1976-ban alapították Keravnos Glyfada néven. Az új logó 1926-ot tünteti fel alapítási évként, magyarázat nélkül.
2009 nyarán a klub menedzsmentje, köztük George Kalogeropoulos bejelentette, a Themostokli Egáleónak pénzügyi problémái vannak, és a 2008-09-es szezonban a hatodosztályban kell küzdeniük. Így a Keravnos feljutott a területi bajnokságba a themistokliak helyett, és felvette a "PAÓK Glyfada" nevet. Az új emblémában 1926-ot jelölték meg alapítási évként. Első W. National Keravnos-szezonjukban a 4. helyen végeztek. A második évben megnyerték a címet és történetük során először feljutottak a Triti Ethnikibe. 
2011-ben feljutottak a Football League 2-be, új nevük Glyfada FC lett. A változás egy referendumot indított el a szurkolók körében, követelve, hogy nevezzék vissza a klubot, hogy a település is szerepeljen a névben.